# Xuxa
Xuxa, pseudonimo di Maria da Graça Meneghel (talora accreditata Xuxa Meneghel; Santa Rosa, 27 marzo 1963), è una conduttrice televisiva, attrice, cantante e imprenditrice brasiliana con cittadinanza italiana.
È discendente di italiani provenienti da Imer (provincia di Trento) e nel 2013 ha ottenuto la cittadinanza italiana, riconosciuta  iure sanguinis.

## Biografia
È una delle più importanti personalità pubbliche del Brasile, molto conosciuta anche in altri paesi del Sudamerica, come l'Argentina, l'Uruguay, il Perù e il Cile. I suoi vari spettacoli televisivi sono stati trasmessi in portoghese, spagnolo e inglese. In Brasile ha ricevuto l'epiteto Rainha dos Baixinhos ('Regina dei Piccolini') per il grande successo dei suoi programmi destinati al pubblico infantile come Xuxa Park, condotto dal 1995 fino al 2001.
Ha venduto nel mondo 30 milioni di dischi. Nel 2004 si è imposta internazionalmente per via del tormentone estivo Soco Bate Vira, divenuto uno dei balli di gruppo più apprezzati, soprattutto dai più piccoli.
Xuxa è anche attiva nel cinema, avendo partecipato ad almeno venti film. Ha inoltre lavorato in alcune telenovelas, tra le quali Guerra dos sexos.

## Vita privata
Dal 1981 al 1986 è stata sentimentalmente legata al calciatore Pelé. La relazione suscitò vasta eco in Brasile: quando i due iniziarono a frequentarsi, il grande centravanti era ancora sposato e la futura conduttrice aveva solo 17 anni.
Successivamente ebbe una relazione con il campione di Formula 1 Ayrton Senna, iniziata nel 1988 e conclusasi agli inizi del 1990 perché lei non volle rinunciare alla sua carriera.
Dall'attore Luciano Szafir, suo compagno a più riprese, ha avuto una figlia: la modella Sasha Meneghel.
Da sempre vicina ai politici di sinistra, è stata spesso presa di mira dall'attrice e deputata anticomunista Myrian Rios. Nel 2022, in occasione delle elezioni presidenziali, ha invitato gli elettori a votare per Lula e impedire la riconferma di Jair Bolsonaro.
Nel 2025 ha reso nota la sua diagnosi di alopecia androgenetica. 

## Discografia

### Album in studio
- 1985 - Xuxa e Seus Amigos
- 1986 - Xou da Xuxa
- 1987 - Xegundo Xou da Xuxa
- 1988 - Xou da Xuxa 3
- 1989 - 4º Xou da Xuxa
- 1990 - Xuxa 5
- 1991 - Xou da Xuxa Seis
- 1992 - Xou da Xuxa Sete
- 1993 - Xuxa
- 1994 - Sexto Sentido
- 1995 - Luz no Meu Caminho
- 1996 - Tô de Bem com a Vida
- 1997 - Boas Notícias
- 1998 - Só Faltava Você
- 1999 - Xuxa 2000
- 2000 - Só Para Baixinhos
- 2001 - Só Para Baixinhos 2
- 2002 - Só Para Baixinhos 3: Country
- 2003 - Só Para Baixinhos 4: Praia
- 2004 - Só Para Baixinhos 5: Circo
- 2005 - Só Para Baixinhos 6: Festa
- 2007 - Só Para Baixinhos 7: Brincadeiras
- 2008 - Só Para Baixinhos 8: Escola
- 2009 - Só Para Baixinhos 9: Natal Mágico
- 2010 - Só Para Baixinhos 10: Baixinho, Bichinhos e Muito Mais
- 2011 - Só Para Baixinhos 11: Sustentabilidade
- 2013 - Só Para Baixinhos 12: É Para Dançar
- 2016 - Só Para Baixinhos 13: ABC do XSPB
- 2024 - Raridades X

### Album internazionali
- 1990 - Xuxa 1
- 1991 - Xuxa 2
- 1992 - Xuxa 3
- 1993 - Todos sús Éxitos
- 1994 - El Pequeño Mundo
- 1997 - Xuxa Dance
- 1999 - El Mundo és de los Dos
- 2005 - Solamente para Bajitos

### Raccolte
Lista parziale
- 1984 - Clube da Criança
- 1987 - Karaokê da Xuxa
- 1988 - Carnaval dos Baixinhos
- 1990 - Lambaixinhos
- 1992 - Baby Mania
- 1996 - Xuxa 10 Anos
- 1997 - Arraiá da Xuxa

### Colonne sonore
- 1988 - Super Xuxa Contra Baixo Astral
- 1990 - Lua de Cristal
- 1999 - Xuxa Requebra
- 2001 - Xuxa e os Duendes
- 2003 - Xuxa e os Duendes 2: No Caminho das Fadas
- 2005 - Xuxinha e Guto Contra os Montros do Espaço